# Fiori d'arancio (film 1944)
Fiori d'arancio è un film di genere commedia del 1944 diretto da Hobbes Dino Cecchini. Si tratta della riduzione cinematografica dell'omonima commedia teatrale (in francese La Fleur d'Oranger) di André Birabeau e George Dolley, già portata sullo schermo nel 1932 per la regia di Henry Roussel. Considerata dispersa per moltissimo tempo, come quasi tutte quelle del periodo della Repubblica Sociale Italiana, la pellicola è stata trasmessa a sorpresa in televisione nel settembre 2011

## Trama
L'ingegner Raimondo Alberti, sposato da sei mesi con Maddalena (che ha conosciuto esattamente tre anni prima), mentre si prepara a cenare col suocero Amedeo, riceve la visita inaspettata della madre Amalia e poco dopo del padre Ippolito, un sostituto procuratore dal carattere severo, che non sa nulla del matrimonio del figlio e che ha portato con sé Renata, un'amica d'infanzia di Raimondo, ora interessata a sposarlo con l'aiuto della zia Dora.
In attesa che le cose si chiariscano, Maddalena si finge la dattilografa di Raimondo, mentre si susseguono equivoci e situazioni imbarazzanti. Ippolito crede che Maddalena e Olga, la vera dattilografa, conducano relazioni illecite col figlio, mentre Maddalena s'ingelosisce per le intenzioni di Renata nei confronti di Raimondo.

## Produzione
Il film venne girato nel Cinevillaggio di Venezia tra il dicembre del 1944 e il febbraio del 1945. Iscritto al P.R.C. con il n. 517, venne presentato alla Commissione di Revisione Cinematografica il 21 luglio 1947 (quindi ben tre anni dopo la sua realizzazione) sotto la presidenza di Vincenzo Calvino e ottenne il visto di censura n. 2.863 del 26 luglio 1947 con una lunghezza accertata della pellicola di 1.930 metri. Il film venne in seguito doppiato a Roma.

## Distribuzione
Il film venne distribuito nel circuito cinematografico italiano nell'autunno del 1947 ma all'epoca passò praticamente inosservato dal pubblico.
Quasi sessant'anni dopo, è stato trasmesso in televisione su Rai 3 il 16 settembre 2011 con una versione di 66 minuti, ed è perciò tra le sei pellicole del breve periodo del cosiddetto Cinevillaggio che risultano essere state trasmesse sul piccolo schermo; le altre sono La vita semplice di Francesco De Robertis, il dittico Senza famiglia e Ritorno al nido di Giorgio Ferroni, Ogni giorno è domenica di Mario Baffico e Si chiude all'alba di Nino Giannini. L'allora debuttante Luigi Tosi, qui protagonista del film, è accreditato nei titoli con il nome Luigi Bardi.

## Citazioni e riferimenti
I versi che zia Dora legge in una scena del film (Non amo che le rose che non colsi) sono di Guido Gozzano. Nel finale, Maddalena recita invece, dopo che gliel'ha ricordato Raimondo, un antico detto persiano: «Un mesto sorriso le scopre i denti luminosi. Non aver fretta di prendere la sua bocca: non vedresti più quel sorriso».